# Liste des départements de Bolivie par point culminant
Cette liste présente les départements de Bolivie par point culminant.
Concernant le premier niveau de l'administration territoriale du pays, la Bolivie compte neuf départements.

## Liste
- sommets situés entre deux départements boliviens.

| Rang | Subdivision | Sommet                | Altitude (m) | Chaîne/Massif                                   | Coordonnées                        | Image                  |
| ---- | ----------- | --------------------- | ------------ | ----------------------------------------------- | ---------------------------------- | ---------------------- |
| 1    | Oruro       | Nevado Sajama         | 6 542        | Cordillère Occidentale (Cordillère des Andes)   | 18° 06′ 29″ sud, 68° 52′ 59″ ouest | Nevado Sajama          |
| 2    | La Paz      | Nevado Illimani       | 6 438        | Cordillère Royale (Cordillère des Andes)        | 16° 38′ 00″ sud, 67° 47′ 27″ ouest | Nevado Illimani        |
| 3    | Potosí      | Uturuncu              | 6 008        | Cordillère de Lípez (en) (Cordillère des Andes) | 22° 16′ sud, 67° 11′ ouest         | Uturuncu               |
| 4    | Cochabamba  | Cerro Pirhuata (es)   | 5 060        | Cordillère Orientale (Cordillère des Andes)     | 17° 12′ 51″ sud, 66° 23′ 59″ ouest | Illustration manquante |
| 5    | Tarija      | Cerro Morao           | 4 706        | Cordillère Centrale (Cordillère des Andes)      | 21° 52′ 02″ sud, 65° 01′ 18″ ouest | Illustration manquante |
| 6    | Chuquisaca  | Cerro Condoriri (ceb) | 4 604        | Cordillère Centrale (Cordillère des Andes)      | 20° 03′ 54″ sud, 64° 45′ 03″ ouest | Illustration manquante |
| 7    | Santa Cruz  | Cerro Naranjos        | 3 092        | Cordillère Orientale (Cordillère des Andes)     | 17° 48′ 34″ sud, 64° 28′ 37″ ouest | Illustration manquante |
| 8    | Beni        | Sommet non nommé      | 1 862        | Cordillère Orientale (Cordillère des Andes)     | 15° 41′ 37″ sud, 66° 54′ 02″ ouest | Illustration manquante |
| 9    | Pando       | Point non nommé       | 320          | Inconnu                                         | 11° 21′ 54″ sud, 69° 14′ 40″ ouest | Illustration manquante |

## Carte
| Nevado Sajama Nevado Illimani Uturuncu Cerro Pirhuata Cerro Morao Cerro Condoriri Cerro Naranjos Sommet non nommé Point non nommé |